# Immagine & Poesia
Immagine & Poesia – Obrazy i Poezja – międzynarodowy ruch artystyczny – literacki, założony w Alfa Teatro, w Turynie we Włoszech, w 2007 roku, pod patronatem Aeronwy Thomas, córki poety Dylana Thomasa.

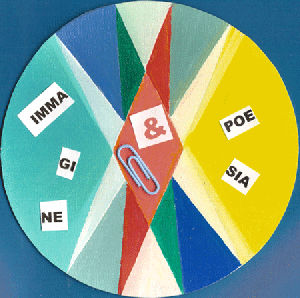

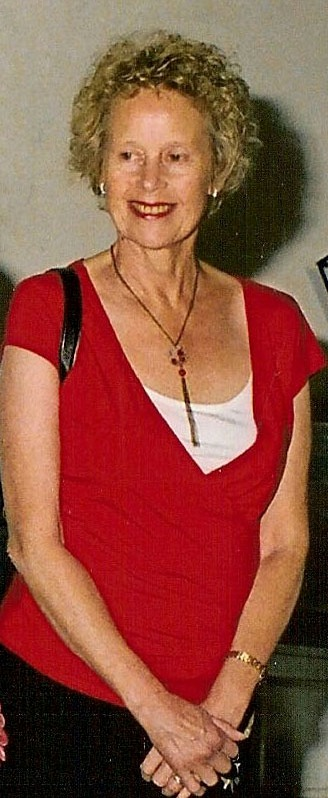
Aeronwy Thomas, Turyn, Włochy, 2006

Członkami założycielami byli: Aeronwy Thomas – poeta i pisarz, Gianpiero Actis – malarz, Silvana Gatti – malarz, Sandrina Piras – poeta i Lidia Chiarelli – koordynator i ideolog ruchu. Amerykański poeta Lawrence Ferlinghetti i włoski artysta Ugo Nespolo, są członkami Komitetu Honorowego Immagine & Poesia. Beverly Matherne, profesor w Northern Michigan University jest cenioną poetką ruchu. Krytykami sztuki związanymi z ruchem są Mary Gorgy (Long Island, New York) i Papa Enzo, Turyn, Włochy. and Enzo Pāpa.

## Manifest
Manifest został przetłumaczony na 28 języków.
Składa się z 10 punktów. Punkt czwarty dotyczy wzajemnej wymiany pomiędzy artystami a poetami i ilustruje tezę o wzajemnym źródle inspiracji między tekstem literackim i dziełem sztuki przedstawiającej i odwrotnie: wynikiem przenikania się wpływów jest zupełnie nowa i pełna forma sztuki.

## Wystawy
Od 2007 r. Ruch organizuje odczyty poezji i wystawy, gdzie obrazy i słowa są ze sobą powiązane. Najważniejsze z nich to:
- Obiekt, Alfa Hall Teatro, Turyn, Włochy, 2007
- I Colori delle Parole: Gianpiero Actis organizator Aeronwy Thomas, Dylan Thomas Centre, Swansea, Walia, Wielka Brytania, 2007
- Latarnią i księżyc, Arte Città Amica, Turyn, Włochy, 2008
- Drzwi, Torino Galeria Sztuki, Turyn, Włochy, 2009
- Omaggio alla poesia di Lawrence Ferlinghetti, Arte Città Amica, Turyn, Włochy 2010
- Colors of shadow and other works, Clifton Arts Center, Clifton, New Jersey, U.S.A., 2011
- IMMAGINE&POESIA in Monte Carlo, permanent exhibition, Hôtel Olympia, Monte Carlo – Beausoleil, Prowansja-Alpy-Lazurowe Wybrzeże, 2011
- Rhythms...Winter to Fall and Other Works, Baffa Gallery, Sayville, NY, U.S.A. – 2011[10]
- Immagine & Poesia au Cyberespace, Beausoleil, France, 2012
- Colours Peace and Solidarity – Årjängs Bibliotek, Årjäng, Szwecja, 2013
- Abstracting Abstraction: poetry in collaboration with American artist Adel Gorgy, Baffa Gallery – Sayville, NY, U.S.A. – 2013
- Trzynaście (na szczęście) – organizator Krzysztof Ogonowski – Galeria Stawki 2A, Warszawa, Polska, 2013[11]
- The Power of Art – group exhibition – Tune Bibliotek, Sarpsborg, Norwegia, 2014
- Artists’Glances – exhibition at Promotrice delle Belle Arti, Turyn, Włochy, 2015

## Galeria zdjęć

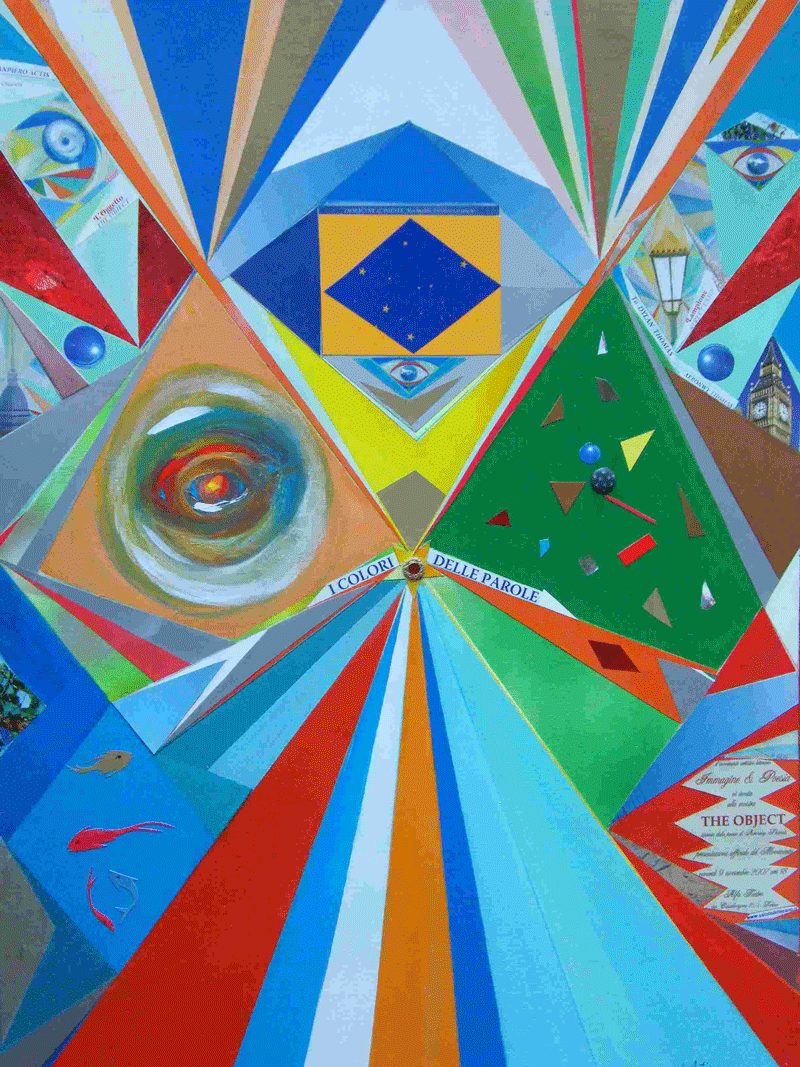
Obrazy i Poezja plakat 2008. Gianpiero Actis Włochy
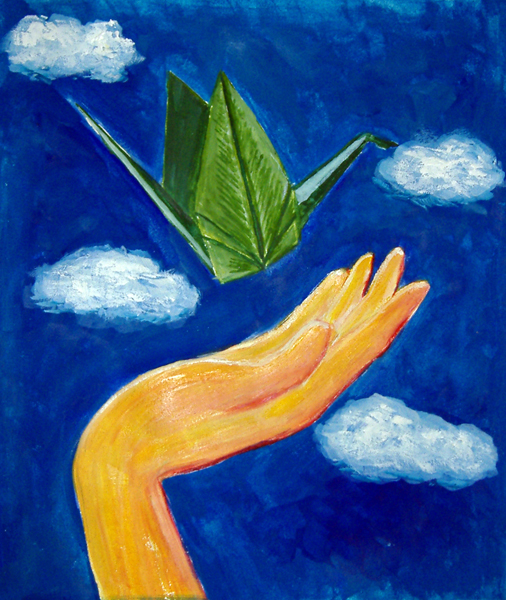
Paper Crane – Papierowy żuraw, malarstwo  Misako Chida, Japonia, jako odpowiedź na poemat „Kalendarz” (Sally Crabtree)
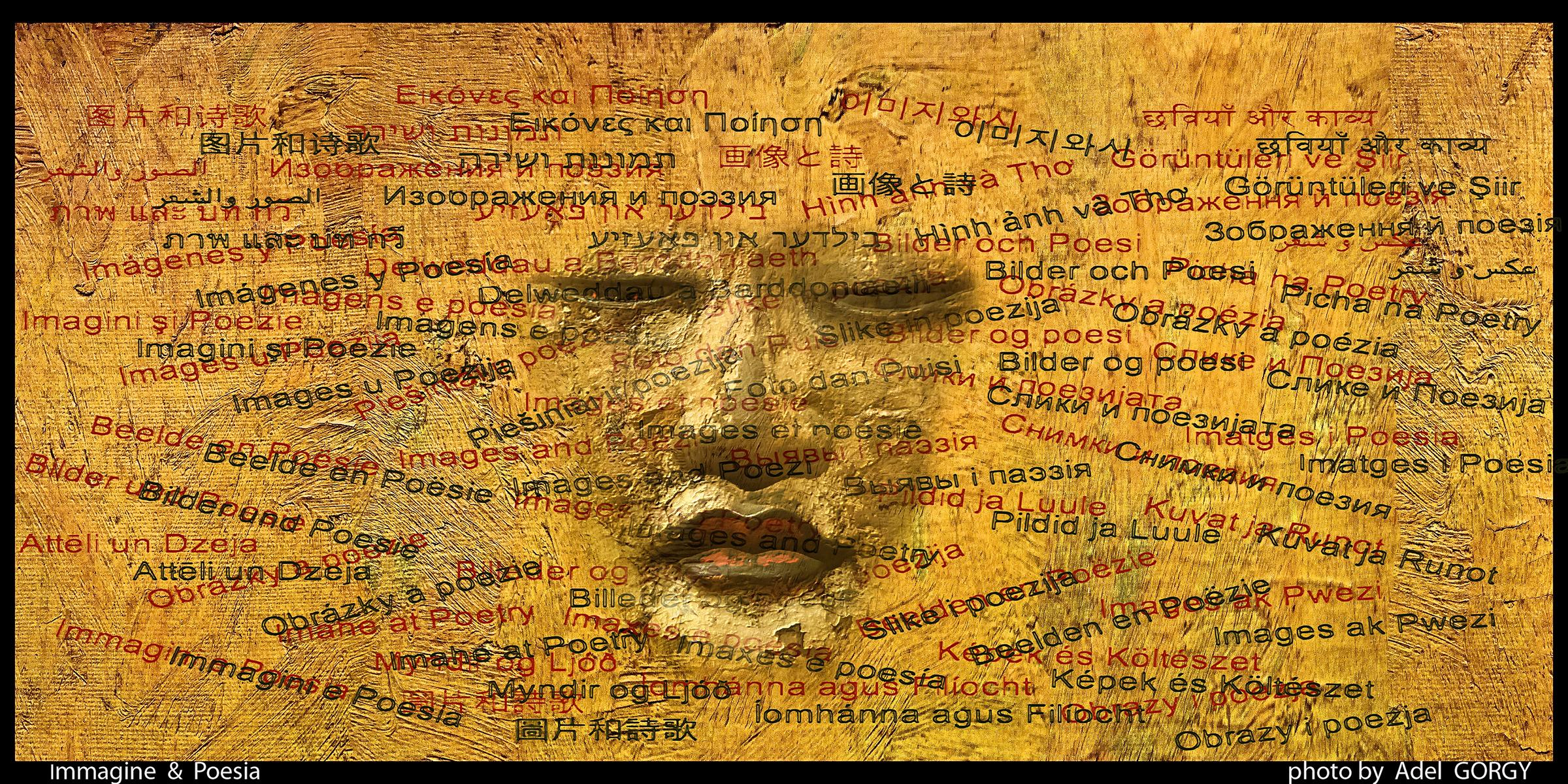
Immagine i Poesia – Obrazy i Poezja, szukanie sztuki fotografii przez Adel Gorgy, Long Island, w połączeniu z krytycznym esejem Mary Gorgy: Immagine i Poesia ... Wtedy i teraz
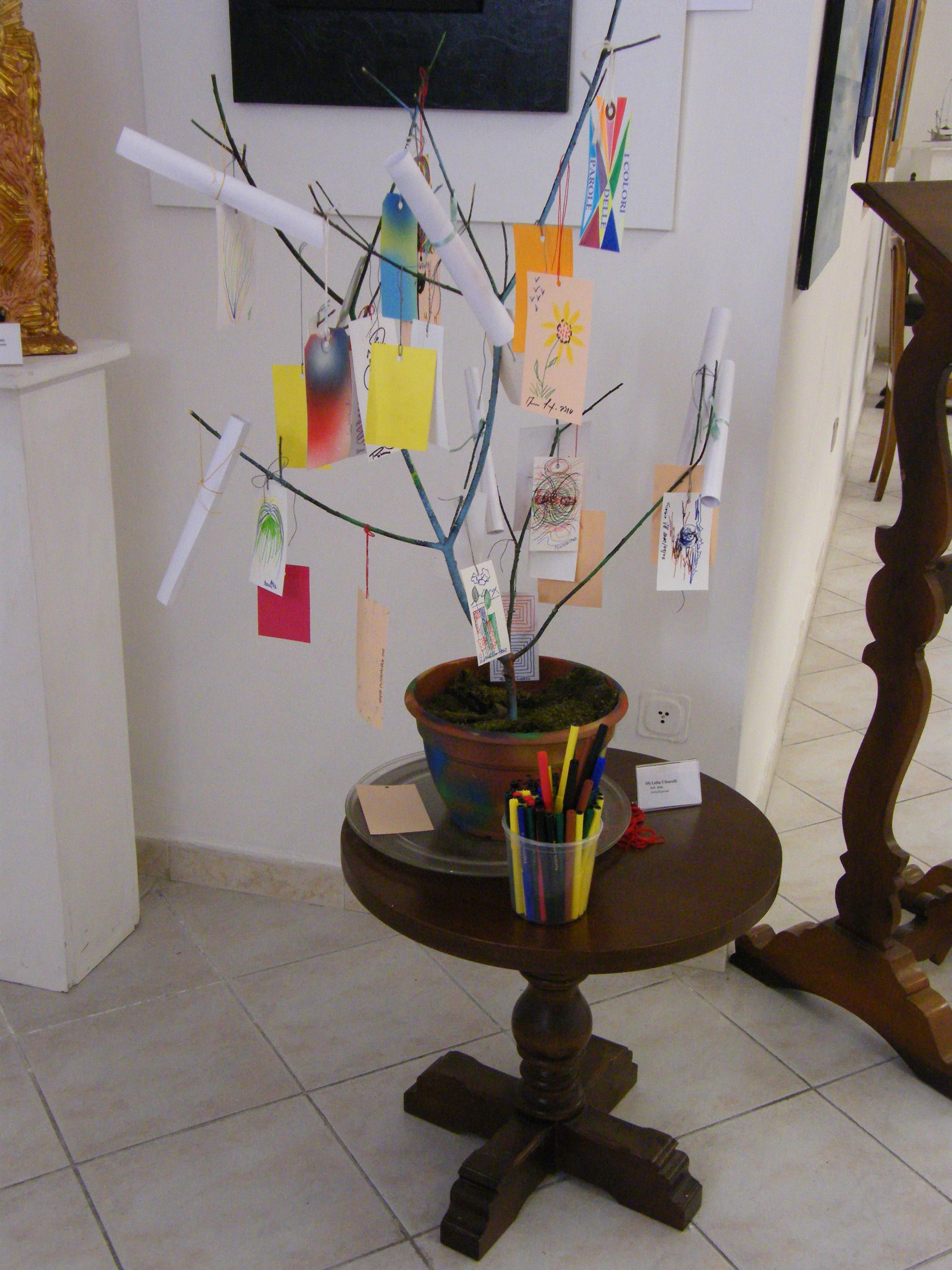
Drzewo Sztuki i Poezji: instalacja dla Immagine i Poesia.
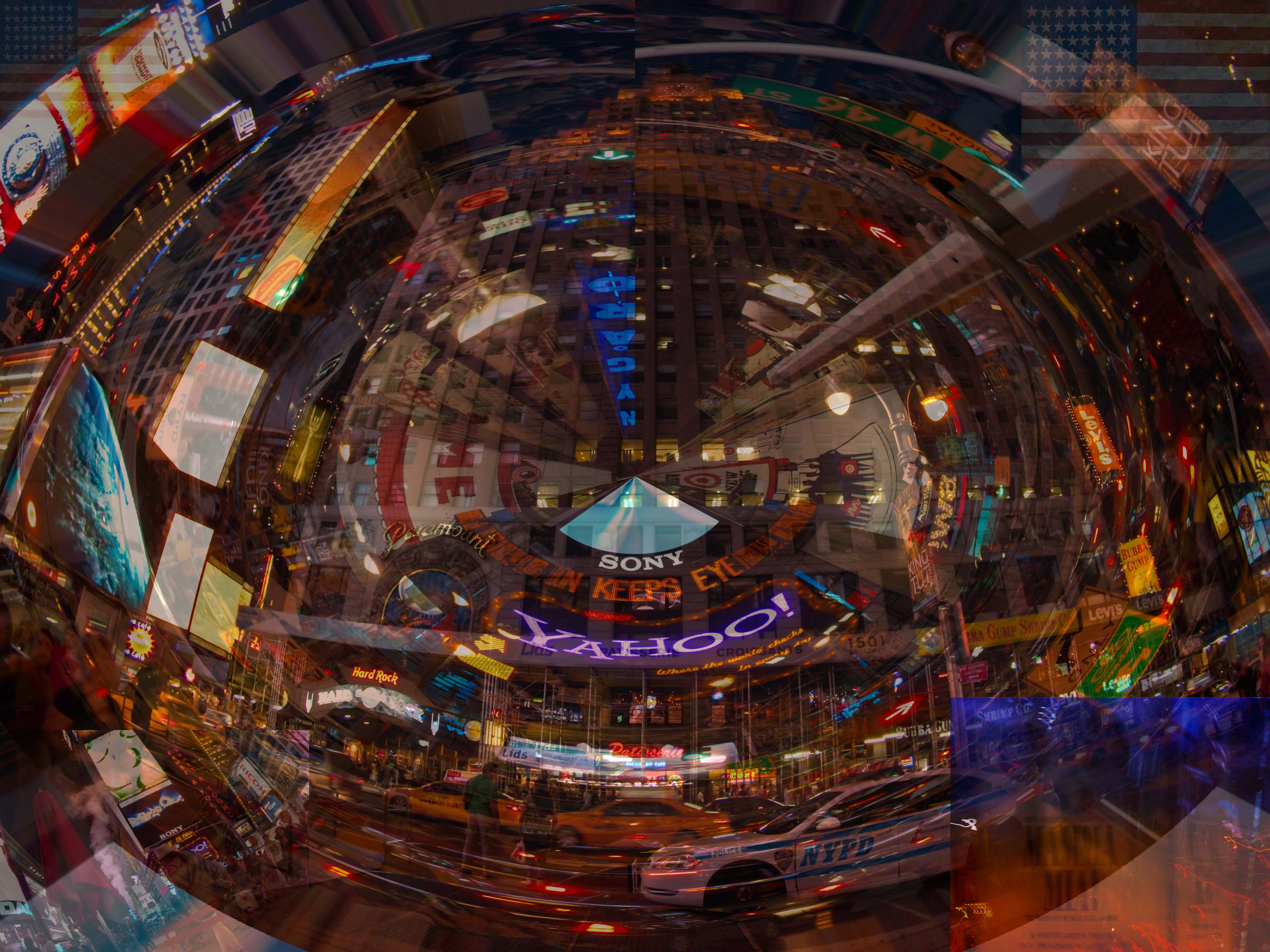
Times Square Lights: sztuki fotografii przez Alessandro Actis Włochy jako odpowiedź na poemat Times Square
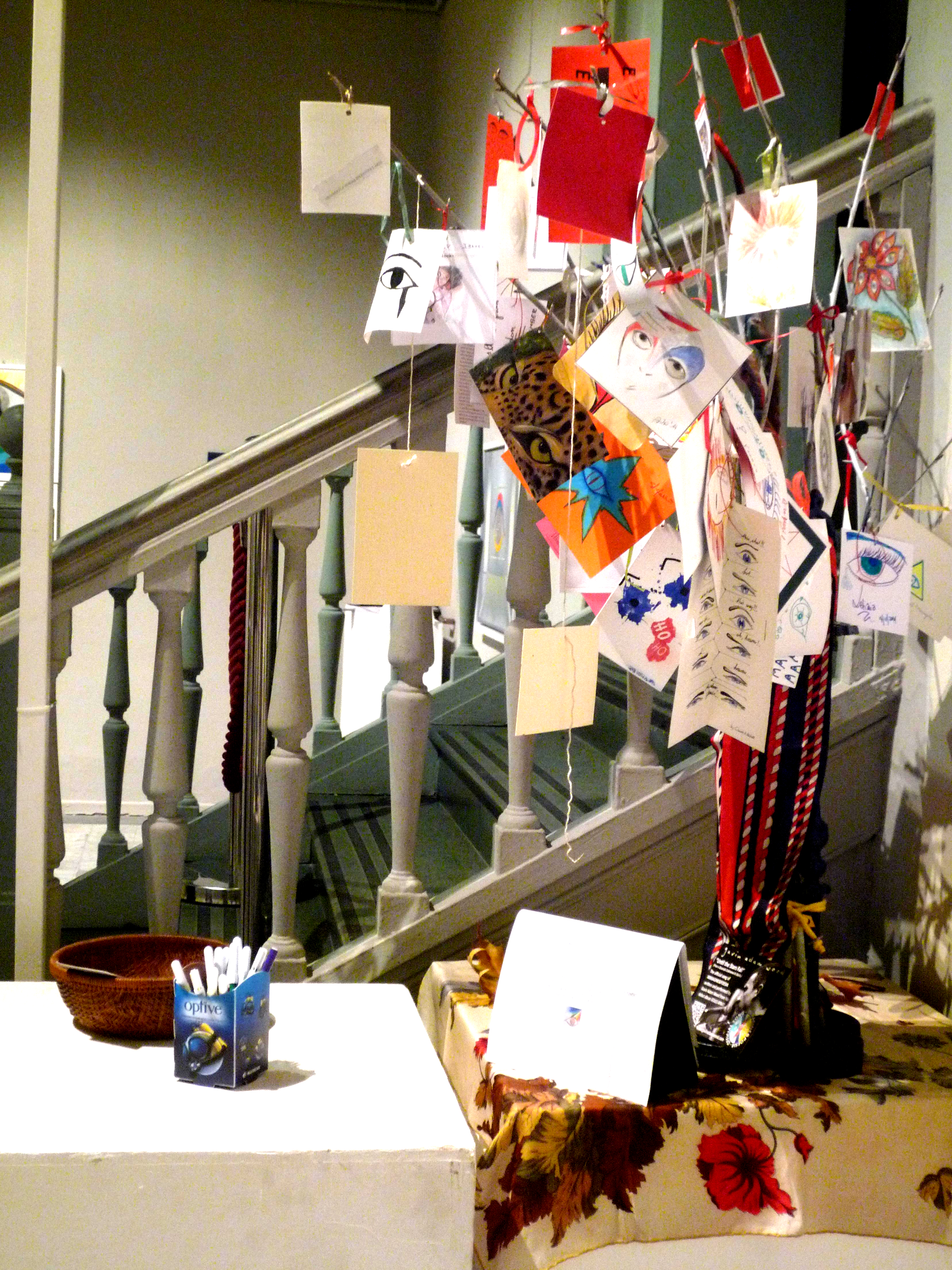
Drzewo Sztuki i Poezji: instalacja Lidia Chiarelli dla Immagine i Poesia. Projekt to wiersze i dzieła sztuki na kartkach, zawieszone na drzewie.